# Wojna duńsko-szwedzka (1808–1809)
Wojna duńsko-szwedzka – konflikt pomiędzy Królestwem Danii i Norwegii a Szwecją, trwający w latach 1808–1809. Zainicjowany został przez Królestwo Danii i Norwegii, a jego celem było odzyskanie duńskiej prowincji Skania. Celem Szwedów zaś było zajęcie Norwegii oraz zniesienie polityki celnej w Sund. 
W roku 1808 Duńczycy opowiedzieli się przeciwko narzuconym im warunkom traktatu podpisanego w Brömsebro i Roskilde, starając się wykorzystać fakt uwikłania Szwecji w wojnę z Francją. Wierzono w łatwe odzyskanie utraconych wcześniej terenów i kolejnego zaangażowania się Szwedów w wojnę, tym razem z Rosją. 14 marca duński minister w Sztokholmie powiadomił Szwedów o wypowiedzeniu im wojny przez Królestwo Danii i Norwegii. 

## Siły przeciwników
Siły duńskie liczyły około 30 000 ludzi, wsparcie obiecała początkowo wysłać Francja zamierzająca wzmocnić Duńczyków siłami 12 500 żołnierzy. Wojska te nie dotarły jednak do Danii, po tym jak Napoleon zawrócił flotę francuską. 
Armia norweska liczyła ok. 36 000 żołnierzy, z których jedynie 5000 było gotowych do walki. Siły te były słabo wyszkolone i zaopatrzone. Większość sił norweskich rozlokowana była na wybrzeżu do obrony przed ewentualnym atakiem Anglików. Sytuację tę od początku starali się wykorzystać Szwedzi planujący opanowanie terytorium Norwegii. 
Armia szwedzka składała się z 23 000 ludzi (7000 w prowincji Skania pod wodzą Johana Christophera Tolla, 14 000 na granicy norweskiej pod wodzą Gustafa Mauritza Armfelta oraz 2000 w Norrland pod wodzą Johana Bergenstråhle. Oddziały szwedzkie były dobrze uzbrojone i wyszkolone. 

## Rok 1808
1 kwietnia 1808 roku oddziały szwedzkie dowodzone przez Johana Bergenstråhle wkroczyły z Jämtland do Norwegii, gdzie zostały po krótkim oporze powstrzymane i zmuszone do odwrotu. W tej sytuacji oczekujący kolejnego ataku szwedzkiego książę Christian August, postanowił wstrzymać decyzję o ataku na prowincję Skania. Równocześnie do walki włączyła się licząca 27 okrętów flota duńska pod wodzą kapitana Motzfeldta, która w rejonie Strömstad stoczyła zakończoną porażką bitwę z flotą szwedzką dowodzoną przez G.H. Nordberga. 
13 kwietnia 8000 Szwedów pod wodzą Gustafa Armfelta ponownie wtargnęło do Norwegii i w okolicy miejscowości Lier stoczyło pierwszą większą bitwę z Duńczykami i Norwegami. Bitwa zakończyła się zwycięstwem Szwedów. Po tym zwycięstwie Armfeldt zajął kolejne obszary Norwegii, podjął też nieudany atak na twierdzę Fredriksten. 
W odpowiedzi na to Chistian August przeprowadził zakończoną niepowodzeniem kontrofensywę. Na początku maja z pomocą oddziałom szwedzkim wypłynęła flota angielska pod wodzą Johna Moore'a. Do połączenia się ze Szwedami nie doszło jednak, co było wynikiem sporu pomiędzy dowódcą angielskim a królem szwedzkim. W tej sytuacji Anglicy odpłynęli do kraju.
Po bezowocnych próbach zdobycia twierdzy Fredriksten, część oddziałów szwedzkich odwołano z Norwegii. Książę Christian August postanowił wykorzystać nadarzającą się okazję i zaatakował miejscowość Prestebakke, bronioną przez 420 żołnierzy szwedzkich. Walki o miasto zakończyły się zwycięstwem wojsk norweskich, którzy stracili 11 ludzi. Straty szwedzkie wyniosły 40 zabitych oraz 360 jeńców. Radość Norwegów nie trwała długo. Cztery dni później przybyłym z odsieczą wojskom szwedzkim udało się odbić miasto. Do kolejnej bitwy doszło 16 sierpnia pod Hjerpe w Jämtland, gdzie Szwedzi odparli atak Duńczyków i Norwegów. Zarówno jesienią jak i zimą nie doszło już do walk na froncie. Wyjątkiem była bitwa pod Berby, w której obie strony straciły ok. 50 ludzi. 7 grudnia podpisane zostało zawieszenie broni. 

## Rok 1809
W pierwszych miesiącach nowego roku, armia duńsko-norweska cierpiała na poważne braki zaopatrzeniowe. Z powodu blokady portów norweskich przez Brytyjczyków, książę Christian August nie był w stanie wprowadzić w życie swoich ofensywnych planów. Postawę wyczekującą obrali także Szwedzi, koncentrując swoje siły w Finlandii do walk z Rosją. 13 marca zdetronizowano Gustawa IV Adolfa. Powodem były straty terytorialne w wojnie z Rosją. W tej sytuacji kandydat do korony szwedzkiej Christian August, wycofał się z planów ataku na Szwecję. Latem 1809 r. pod naciskiem Francji, książę powrócił do porzuconych zimą zamiarów. Jako że inwazja na prowincję Skania wydawała się nierealna, skoncentrowano się na norweskich ziemiach przyznanych Szwedom w wyniku pokoju w Brömsebro (Jämtland, Härjedalen). Działania te przyśpieszyły również rosyjskie sukcesy w Finlandii. W wyniku walk rosyjsko-szwedzkich w tym kraju Rosja opanowała niemalże całą Finlandię, a jej wojska stanęły w szwedzkim Norrland. Władca Danii i Norwegii Fryderyk VI Oldenburg wierzył w to, że w sojuszu z Rosjanami osiągnie łatwe zwycięstwo nad Szwecją. 2 lipca Christian August wydał rozkaz ataku na Jämtland. 
10 lipca oddział w sile 1800 ludzi pod wodzą generała von Krogha przekroczył granicę. Po drugiej stronie Szwedzi skoncentrowali znaczne siły na czele których stanął Georg Carl von Döbeln. 16 lipca wojska norweskie zajęły Hjerpe, opuszczone krótko wcześniej przez Szwedów. Następnie zajęto miejscowości Mörsil oraz Mattmar w Jämtland. W tym czasie von Krogh otrzymał wiadomość o podpisaniu przez Szwedów i Rosjan zawieszenia broni, co skłoniło go do wycofania wojsk do Härjedalen. 3 sierpnia naciskani przez Szwedów Norwegowie całkowicie opuścili terytorium Szwecji.   
W obawie przed atakiem połączonych sil brytyjsko-szwedzkich, rząd Norwegii zdecydował się na podjęcie rozmów pokojowych, do których doszło w listopadzie. Stronę duńską reprezentował Nils Rosenkrantz, szwedzką zaś Carl Gustaf Adlerberg. Dnia 10 grudnia 1809 r. obie strony zawarły układ pokojowy w Jönköping, który utrzymywał status quo sprzed wojny.

## Bitwy wojny duńsko-szwedzkiej 1808–1809
- Bitwa pod Lier
- Bitwa pod Toverud
- Bitwa pod Rovenes
- Bitwa pod Trangen
- Bitwa pod Furnholm
- Bitwa pod Mobekk
- Bitwa pod Jerpset
- Bitwa pod Prestebakke
- Bitwa pod Berby